# Pintadas
Pintadas is een gemeente in de Braziliaanse deelstaat Bahia. De gemeente telt 10.812 inwoners (schatting 2009).

## Aangrenzende gemeenten
De gemeente grenst aan Baixa Grande, Capela do Alto Alegre, Ipirá, Mairi en Pé de Serra.